# Военно-морские силы Танзании
Военно-морские силы Танзании (англ. Tanzania Naval Command, суахили Kamandi ya Jeshi la Majini) — один из видов Вооружённых сил Танзании. Предназначены для сдерживания, локализации и нейтрализации вооружённого конфликта, а при необходимости — пресечения вооружённой агрессии с моря как самостоятельно, так и во взаимодействии с другими видами Вооружённых сил Танзании, воинскими формированиями и правоохранительными органами. Большинство кораблей ВМФ Танзании построены в Китае.

## История
В годы после обретения независимости Танзания не имела военно-морского флота. Прибрежные патрули были организованы полицейскими подразделениями, которые использовали четыре судна типа «368», предоставленные правительством ФРГ. Сотрудничество резко прекратилось после признания ГДР правительством Танзании в феврале 1965 года. Правительством Китайской Народной Республики были переданы четыре корабля типа «Шанхай» для замены западногерманских судов. Они должны были впоследствии сформировать ядро Танзанийского военно-морского флота. 
В 1968 году КНР достигла соглашения о создании военно-морской базы для кораблей. Строительство базы началось в январе 1970 года и было завершено в декабре 1971 года. 

## Структура
По состоянию на 2016 год в состав Военно-морского флота Танзании входили: 
- Четыре торпедных катера типа Huchuan;
- Два судна класса Ngunguri;
- Два сторожевых корабля типа «Шанхай II»;
- Два 27-футовых патрульных катера;
- Два десантных корабля типа «Юхин».

В 2015-2016 годах Танзания заменила два десантных корабля на аналогичные китайские суда типа «068». Новые 28-метровые суда, «Мбоно» и «Севева», приняли участие в десантной операции 30 сентября 2016 года. В рамках учений они выгрузили пехоту и лёгкие танки типа «63А». В январе 2016 года десантные суда были доставлены на военно-морскую базу в Дар-эс-Саламе.